# Língua iatê

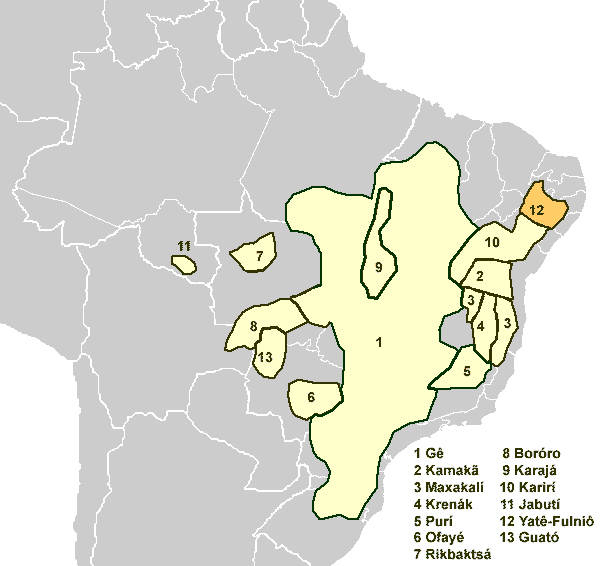
Em laranja, a distribuição da língua Yathê à época dos primeiros contatos dos fulni-ô com os não índios.

A língua Yaa:thê (ou Yathê, ou Iatê, em português moderno) é uma língua indígena falada pelos povos originários Fulni-ô, que vivem no município de Águas Belas, no oeste-sudoeste de Pernambuco, a cerca de 300 quilômetros de Recife, a capital do Estado. Segundo os linguistas Palácio e Rodrigues , os Fulni-ô são os únicos povos originários do Nordeste (sem considerar as línguas dos povos do Maranhão) que mantêm intacta a sua língua. A língua Yathê é ainda falada pela maior parte da população Fulni-ô (cerca de 91,5% dos indígenas são falantes ativos ou passivos da língua original do grupo). O Yathê, devido à tentativa de apagamento identitário pelo processo de colonização e aculturação, enfrentou pelo menos 500 anos de repressão, tendo chegado a ser proibido por décadas. Entretanto, devido às ações para manter a sobrevivência da língua (como o seu ensino incluído na matriz curricular escolar da aldeia Fulni-ô, cantos, o festival sagrado e hermético do Ouricuri, a criação do Coletivo Fulni-ô de Cinema e entre outros), o Yathê permanece como uma das poucas línguas indígenas intactas remanescentes do Nordeste, sendo considerada símbolo de resistência.

## Etimologia
A designação Yathê significa literalmente “nossa fala”, de ya “possessivo, 1ª pessoa do plural” e atʰe, “fala”. O fato de a língua ter, para os índios Fulni-ô, uma função ritual muito importante, faz com que ela seja denominada por eles, também, de Yaathelya yaatʰeʎa, de ya, “marcador de posse”, mais atʰe “fala” e ʎa, marcador de status, significando “de respeito, sagrado”.

## Histórico de pesquisa

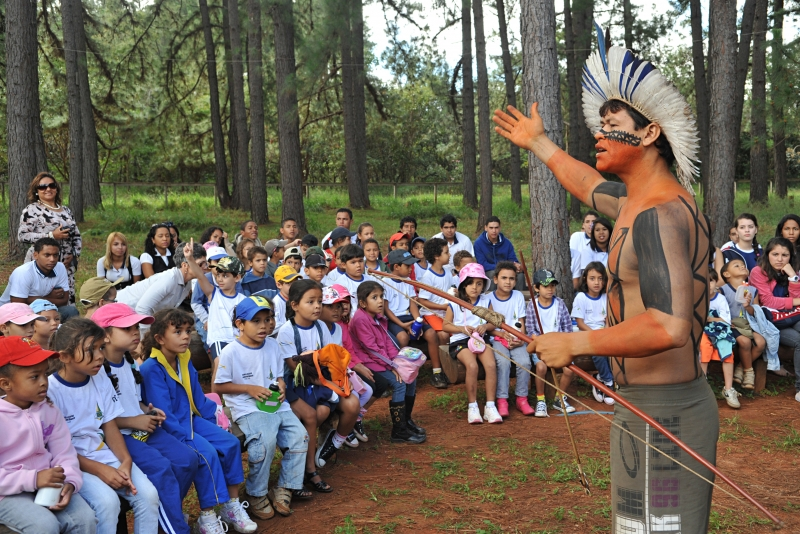
Representante da etnia Fulni-ô falando sobre a cultura do seu povo para alunos de uma escola pública, no Jardim Botânico, em Brasília. A apresentação foi parte das comemorações do Dia do Índio.

Na década de 1960, alguns trabalhos acerca da língua foram produzidos. Um casal de missionários-linguistas norte-americanos, Douglas e Doris Melland, produziram um vocabulário, um esboço da fonologia e um esboço da gramática, além de terem elaborado uma tradução da bíblia. Geraldo Lapenda, professor da UFPE, escreveu uma gramática intitulada “Perfil da língua Iatê”, publicado pela Editora Universitária da Universidade Federal de Pernambuco, em 1968, e reeditado postumamente em 2005. Nos anos 1990, Eurípedes Barbosa, da UnB, sob a orientação do Prof. Aryon Rodrigues, escreveu uma dissertação de mestrado sobre a Fonologia do Yathê, e a pesquisadora Januacele Francisca da Costa começou seus estudos sobre a língua, na UFPE, sob a orientação da Profa. Adair Palácio. Seu primeiro trabalho foi uma dissertação de mestrado, cuja pesquisa objetivou definir a situação sociolinguística da língua Yathê, e os resultados mostraram que a língua era falada pela grande maioria da população e convivia com o português em uma situação de bilinguismo estável. Em seguida, empreendeu, como tese de doutorado, ainda na UFPE e sob a direção da Profa. Adair Palácio, uma descrição da língua, que buscou descrever o sistema fonológico, identificando os sons da língua, depreendendo os fonemas, definindo o padrão silábico e procurando descrever os processos fonológicos. O índio fulni-ô Aluízio Caetano de Sá publicou, recentemente, um dicionário yathê-português.

## Fonologia

### Consoantes
A maior parte das consoantes simples do Yathê são produzidas basicamente da mesma forma que suas equivalentes em português e distribuem-se formando sílabas com todas as vogais. Destas consoantes simples, apenas a oclusiva glotal [ʔ] não tem realização em português. Com relação aos sons complexos da língua, pode-se citar os fenômenos da labialização (as labializadas, de modo geral, só ocorrem em posição medial. Nos dados encontrados nas pesquisas realizadas foram encontrados os seguintes casos de labialização: [tʷ], [dʷ], [kʷ], [fʷ], [tʃʷ], [tʃʰʷ], [dʒʷ]) e de palatalização (as palatalizadas dividem-se em dois tipos: nas coronais, que ocorrem em posição tanto inicial quanto medial – [tʲ ] e [dʲ] –, e na dorsal, que só ocorre em posição medial – [kʲ]:
|                     | Labial | Alveolar | Palatal | Velar | Glotal |
| ------------------- | ------ | -------- | ------- | ----- | ------ |
| Plosiva             | p      | t d      |         | k     | ʔ      |
| Nasal               | m      | n        |         |       |        |
| Fricativa           | f      | s        | ʃ       |       | h      |
| Africada            |        | ts       | tʃ dʒ   |       |        |
| Aproximante lateral |        | l        | ʎ       |       |        |
| Aproximante         |        |          | j       | ɰ     |        |

### Vogais
Atualmente, os sons vocálicos do Yathê não apresentam distinções notáveis em relação à pronúncia dos fones vocálicos do português, exceto pelo fato de que na língua portuguesa não existem vogais longas. 
|             | Anterior | Anterior | Central | Central | Posterior | Posterior |
| ----------- | -------- | -------- | ------- | ------- | --------- | --------- |
|             | breve    | longa    | breve   | longa   | breve     | longa     |
| Fechada     | i        | iː       |         |         | u         | uː        |
| Semifechada | e        | eː       |         |         | o         | oː        |
| Semiaberta  | ɛ        |          |         |         | ɔ         |           |
| Aberta      |          |          | a       | aː      |           |           |

## Escrita
Ao longo de sua história, a língua não apresentou uma tradição escrita, sendo apenas utilizada na forma oral. Entretanto, recentemente, Marilena Araújo, responsável, há quase 20 anos, pelo ensino da língua Yathê na Escola Bilíngue Antônio José Moreira, criou o alfabeto Yathê e escreveu uma cartilha para auxiliar as crianças no processo de leitura e escrita da língua.

## Gramática

### Pronome

#### Pronomes Pessoais
Todos os pronomes pessoais das três pessoas do singular flexionam-se em gênero, enquanto que os pronomes do plural não possuem marca desta categoria. Na língua Yathê, os pronomes pessoais, com relação à sua função, não podem ocorrer como sujeito ou objeto, já que seu funcionamento é basicamente o dos pronomes enfáticos. Os “verdadeiros” pronomes  pessoais –os pronomes autônomos ou do caso reto– podem co-ocorrer com os átonos quando um sujeito pronominal está sendo enfatizado (como no francês: “Moi, je suis petit”). Os pronomes em Yathê são, nesse sentido, semelhantes aos pronomes enfáticos do francês, como moi, toi, etc.
| Número   | Masculino | Feminino |
| -------- | --------- | -------- |
| Singular | owe       | o:so     |
| Singular | awa       | a:sa     |
| Singular | sa        | sasa     |
| Plural   | joo       | joo      |
| Plural   | woo       |          |
| Plural   | tʰoo      |          |

owe i sideja-towa (eu sou preguiçoso)
owe-so i sideja-to-so-wa (eu sou preguiçosa)

### Substantivo

#### Afixação e Derivação no Nome
A derivação é predominantemente realizada pela afixação de um elemento a uma “raiz nua” (serve para o processo de derivação na língua, mas não existe separadamente como uma palavra). O elemento que é afixado à raiz, em Yathê, é um sufixo. Os nomes são gerados ao acrescentar-se um sufixo participial a uma raiz:
| Significado atribuído     | Sufixo adicionado | Exemplo                                                                   |
| nome de agente            | raiz+ho           | we > e we-ho (matar > o matador)                                          |
| nome de instrumento/lugar | raiz+se           | take, kane > se take kane-se (roupa, botar > o onde se bota a roupa/mala) |
| nome de paciente          | raiz+dowa         | kafka > e kfafa-dowa (dormir > o dormido)                                 |
| nome de profissão         | raiz+towa         | tfone> tfone-towa (caçar > o caçador)                                     |
| privação                  | raiz+dowa         | dʒa > e dʒa-dowa (erro > o sem erro/deus)                                 |
| semelhança                | raiz+tsowa        | tfe > i tfe-tsowa (pai > como o meu pai/padrasto)                         |

O sufixo [-dowa] de “privação”(subcategorizado para bases nominais) é homófono ao sufixo [-dowa] “particípio adjetival” (subcategorizado para bases verbais).

#### Flexão de gênero
Em Yathê, alguns nomes flexionam-se em gênero. Para isso, há três sufixos: /-ne/, /-sV/ e /-neka/. O sufixo /-ne/ é o mais geral, uma vez que pode ser associado a nomes que se referem tanto a pessoas quanto a animais e coisas.
i' ʃi i' ʃine (irmão/irmã)
wale wa'lene (porco/porca)
i' ka ika' sa  (irmão/irmã)
setso setso:kja (índio/índia)

#### Classes semânticas de posse
Os nomes pertencem a três classes, com relação à obrigatoriedade e opção de marcação de posse ou sua ausência. Pode-se classificar, assim, os nomes da línguas em três classes:
1. Nomes alienáveis nomeiam entidades cuja posse pode ser transferida; esses nomes podem ser ou não marcados para posse[5]:i ma' kʰaj (meu arco), ja ma' kʰaj (nosso arco)
2. Nomes inalienáveis nomeiam entidades cuja posse é intransferível, como nomes de partes do corpo e termos de parentesco; são obrigatoriamente marcados para posse. Alguns nomes de objetos também podem ser tratados como inalienáveis.[5] São nomes como “casa”, “terra”, alguns animais são considerados inalienavelmente possuídos. As restrições aparentam ser de cunho mais cultural, ou mesmo pragmático, do que semântico-linguístico[3]. Exemplos: ika' sa (minha filha), eka' sa (filha dele/dela), ka' sa (filha).
3. Uma terceira classe de nomes nunca pode ser marcada para posse, como os nomes de seres da natureza.[5] Exemplos: 'fuli (rio), tʃaj (céu), 'tʃhale (mar).

#### Relações de Posse
No Yathê, existem formas variadas de se estabelecer relação de posse, como por:

##### Pronomes possessivos e determinantes
Os índices possessivos, ou pronomes possessivos, indicam a posse com relação à categoria pessoa; o nome-genitivo é utilizado apenas para não-humanos. A ordem entre o índice de posse e o nome é: índice de posse-nome: i wapɛla (meu livro), tʃʰa kʰawa (a comidinha deles); entre nome-núcleo e nome-genitivo, a ordem é nome-nome-genitivo: thlɛka tdiatsa (árvore do caminho); entre o nome-núcleo e o nome possuído, é nome-nome possuído: ɔtska itʰlo (cachorro do homem), mali e ka (o filho de Maria).
Observações quanto ao genitivo: o genitivo é marcado morfologicamente por um sufixo /-desa/ sobre o segundo termo de uma relação. Ele serve para introduzir o complemento do nome, mas seu emprego é restrito à utilização com não-humanos e não-animados. Além disso, seu uso dá a ideia de localização ou proximidade.
| Número   | Pessoa | POS./ REF. DEF |
| -------- | ------ | -------------- |
| Singular | 1      | i              |
| Singular | 2      | a              |
| Singular | 3      | e              |
| Plural   | 1      | ja             |
| Plural   | 2      | wa             |
| Plural   | 3      | tʰ             |

A língua também não possui um verbo “ter” para expressar a noção de posse. Esta relação é expressa de duas formas, basicamente: “processualmente”, como uma situação existencial de circunstância, e “de forma atributiva”, como uma situação relacional de identidade.

##### Posse Processual
No caso de a relação de posse ser expressa como processo, a estrutura é: participante locativo –que pode ter  função  gramatical de sujeito –e um participante objeto, sem função representacional– /sa/. O verbo é pleno, embora genérico, /ne-ka/. O expletivo, sem função representacional, está em distribuição complementar com o objeto expresso nominalmente, pronominalmente ou de outra forma permitida pela língua.
a ke sa ne-ka (ele tem, literalmente: em ele alguma coisa existe)

##### Posse Atributiva
Diferente do português, por exemplo, onde a relação de posse pode ser expressa atributivamente – o livro é dele –, o primeiro termo sendo um tema e o segundo um possuidor, com a relação entre os dois termos estabelecida pelo verbo ser ou equivalente, em Yathê, a construção é também atributiva, mas o segundo termo é um locativo. Em lugar do verbo “ser”, por exemplo, do Português, há o marcador temporal que se integra ao expletivo da língua.
A posse é expressa como atributo, com um participante não-marcado, que em Yathê pode ser sujeito ou objeto. A ordem sujeito-objeto é fixa  nessas orações: na posição sujeito, há um participante marcado como locativo. Esse participante só pode vir antes do verbo, nunca depois.
do:kʲa > ta ke sa-sa-he do:kʲa (panela > a panela é dela)

### Verbo
De modo geral, no Yathê, o verbo pode apresentar uma série de morfemas, interpretados como sufixos, pois são colocados depois da raiz “nua” do lexema, que exprimem diferentes noções. Esta “raiz nua” só se atualiza como uma das classes de palavras da língua a partir dos morfemas que lhe são juntados – ou da sua ausência.

#### Tempo
Falando especificamente de “tempo absoluto”, sua distinção na língua é feita entre presente, passado e futuro. O presente é não-marcado, expresso  por um morfema zero (que se opõe aos demais morfemas de tempo); o passado e o futuro são marcados por sufixação dos elementos -/se/ e -/he/ ,  respectivamente. Seguem alguns exemplos:
a feja ma tʰa ja etʰle-taka-ka (nossa terra eles querem nos tomar)
adedʷa no-ka-se ʃʰlɛ'ka tuji  (o menino foi para a árvore)
sõ:ma i kfafa-ka-he owe ke (amanhã eu dormirei aqui)

#### Aspecto
As noções de aspecto que são codificadas na morfologia verbal são:
- imperfectivo, expressa pelo sufixo -/kʰia/: i feetone-ka-kʰia owa feja te (eu trabalhava nesta terra)

- resultativo, expresso pelo sufixo  -/dowa/, que, além de ser também portador da noção de particípio, é ainda um relativizador. O resultativo pode ser visto como uma espécie de pretérito perfeito: naʃi kfafa-dowa-se owe ke (quem que dormiu aqui?, literalmente: quem o dormiu aqui foi?)

- não-resultativo expresso pelo sufixo -/ho/. Do mesmo modo que o sufixo -/dowa/, acumula a noção de particípio e entra na formação da oração relativa, combina com ações e atividades: naʃi klekejni:so e we-ho-se (quem é o que matou a onça?, literalmente, quem o matador da onça foi?)

- habitual, expresso pelo sufixo -/towa/, também uma forma de particípio: naʃi klekejni:so e we-towa (quem é o que mata-sempre a onça?, literalmente: quem é o matador de onça?-por profissão)

- continuativo, expresso pelo sufixo -/kane/: i fɔene-kane-ka owa fuli ke (eu ainda pesco neste rio)

##### Modo
Na língua Yathê, existem 3 modos verbais: 
- indicativo, expresso pelo sufixo -/ka/: i natsaka te lɛk:ne-kʰia-ka (eu arrancava feijão)

- subjuntivo, indicado pelo morfema -/seke/: wa se-dode-ka-kea ta ejko-dode-seke-kea (vocês não dançariam se ele não pagasse)

- imperativo, marcado morfologicamente pelo sufixo -/ʃi/: a e dane-ʃi (bata nele)

## Sentença

### Ordem da Frase e Alinhamento
O Yathê é uma língua em que a ordem dos constituintes principais é sujeito-objeto-verbo, possui posposições para marcar casos, o genitivo é colocado antes do nome e o adjetivo, depois. A ordem canônica na oração é SOV. Isso pode ser afirmado desde que permutações dos constituintes principais –sujeito, objeto, verbo – não são permitidas, ou porque dariam lugar a sentenças agramaticais ou porque haveria mudança de sentido.  

### Frases Condicionais
A oração condicional é assinalada na morfologia do verbo, por meio do modo verbal, que é subjuntivo. Há dois tipos de cláusulas condicionais: o verbo da cláusula condicional fica no modo subjuntivo e não há qualquer marca de tempo na cláusula condicional (relacionando com o processo de formação de condicionais no inglês). Além de, na cláusula resultativa, receber a marca de futuro, que é opcional, já que o futuro pode ser expresso –talvez por analogia com o Português –pelo morfema zero.
i kajane-seke já kfɛlnese fatʱowa te tete-ka-he (se eu ganhar, nós faremos uma festa)
A outra forma é: o verbo da oração condicional fica no modo subjuntivo e recebe uma marca de tempo, do mesmo modo que o verbo da “then-clause”.
i kajane-seke já kfɛlnese fatʱowa te tete-ka-kea (se eu ganhasse nós faríamos uma festa)

#### Afixação e Derivação no Verbo
Um novo verbo pode ser formado a partir de: raiz+ne (sufixo transitivador em raiz nominal): walaka-ne-ka (mangar)
Importante notar que qualquer raiz na língua pode ser verbalizada, ou seja, colocada na classe dos verbos por ser especificada por uma das categorias próprias do verbo, principalmente o modo, já que as formas participiais, os adjetivos tanto simples como derivados, e os nomes podem ser predicados em uma construção que expressa situações relacionais –atribuição, identificação e mudança de estado.

## Vocabulário

### Conto do livroA fala dos Fulni-ô[7]
I Holha Khiaka I Txfonte Imtiwa Tole (Eu Andava Caçando Com Meu Amiguinho), Eloi Lúcio Cajueiro de Amorim
Imtiwa khiahe Estenderlau ya tsfonte ya holha khiaka. Ewlisiandowa, wey. Nema ya fekyawa txhaxte hle, fekhiawa yeetixte, tafiawa, thiayalha sato. Nema sotxa ke ya txman:
– Feetonexto! Xoawa setxhi yeekilha khiaka ya txhufnite eyawa ke. May ya vivenelha khiaka neka txtxo. Yake khlatwa sato pulinelha khia. Nema sa txidodwalha khia hle. Uunima, não. Ya satxika hle toonawa ya saykhleman. Neka tempo ke, ya sakhetxi khiakke toonawa. Flidjwa khiwa, xoawa, tafiawa, kheytxilha khiaka. Ya sa khoflewalha khia. Efewde txtxaya dey, anhan, txtxaya fthoana dodwa khia. Txtxaya dey yoolha khiaka ya txfonete toonawa keeka wate. Nema hle fela txtxaya ke: – Yooxte hle txhua xoawa setxhi te txhufnite toonawa kitxhia eynite. Sesdey ya fetshanexte hle. Semana sone ke, kaske yooka hle de ya tsfonewte. Newde ya sa kefe teti hle. Etxhalhama maltxilha ya tekhane, natsaka ya tekhane, dotsaka ya tekhane. Ya setsondowa khia yankyake, esdeytowa khia. Ya fenkhettotwa sey natona txite. Ya holha khia sey nato txite. Toona xiwa ya khetman, ya yonkya hle. Newdehle i txhaknexama hle, i satxidjone skalhaka hle, i samakhe hle, i sa kefene hle. Uunima i efekhlane lhawa hle. I khaxi lwa kodeka lwa i hote. I thosoa tiwalha kesey, i thosoa. Nemahlede, uunima hle de thitisewde yaadedwa kesey. Ya sa fekhlama khiake eyni yaadedwa, wey. Thiti ewka teka. I latxone nankya. May ekhe kodekahe. Yasa lhawa feytontakka. Khonefãw ekhaxi koode, khotxa koode. Oslawa efenkya tetdjonkya. Se osla até sethkwama. Yasa osla tetxdjowa. Newdehle natsakawa ya koman, yasa txhufnite otxhaytowa ke owa lugarlhama ya txman. Yasa takehewa eynite, ya txkenewa khia, ya fehetxike, fexoawa. Ya holha khiaka fexoa pedasowa sa txkete.

#### Tradução
Quando nós andávamos caçando, meu amigo era Estenderlau. Eu era frangote. Aí nós matávamos gambá, pegávamos camaleão, preá, saguis. Quando nós chegávamos de tarde: – Feetonexto! Nós tirávamos o couro de um teiú pra gente vender barato. Mas nós vivíamos desse jeito. Os nossos velhos eram pobres. Ninguém se ajudava (acudia) naquele tempo. Hoje, não. Nós já ajudamos, às vezes quando a gente arruma alguma coisa. Porque naquele tempo nós compartilhávamos as coisas. Até piaba, teiú, preá, a gente dividia. A gente se alimentava um pouco. Era todo dia, sim, não era só um dia não. Todo dia nós andávamos caçando coisinhas para poder comer. Aí no dia da feira nós já íamos com aquele couro de teiuzinho vender pra comprar farinha. Depois nós começávamos na outra semana. Nós íamos caçar de novo. Depois nós fazíamos nossas roças. Quando chovia, nós plantávamos milho, feijão, batata. Nisso nós íamos trabalhando. Os nossos antepassados não tinham tanto interesse em fazer roça, eram preguiçosos. É que quando tinha só mel, nós andávamos pelo mato tirando mel. Quando nós adquiríamos uma coisinha, nós ficávamos alegres. Depois, quando eu fiquei rapaz, que comecei a namorar e viver, eu casei, cuidei da nossa roça. Hoje eu já estou velho. Minha perna dói para eu andar. Minha vista está ficando curta como a de uma jiboia. Hoje eu ando todo à toa como um menino. Porque quando nós ficamos velhos, ficamos igual a um menino, rapaz. Fica andando à toa. O meu coração vê. Mas o corpo não dá mais. Nós queremos trabalhar. Porém a perna não dá, o braço não dá. Só meu coração está vivo. Até quando eu morrer. O coração da gente faz isso. Depois nós íamos vender feijão para os brancos para quando nós íamos para o Ouricuri. Nós íamos comprar roupa, nós comprávamos comida, sandálias, rede. Nós andávamos nos vestindo com um pedacinho de rede.

### Vocabulário Yathê
Veja abaixo algumas palavras da língua Yathê:
| Português     | Yathê            |
| ------------- | ---------------- |
| cinza         | fêlôwa           |
| pé            | fêhê             |
| folha         | ta(-)cʰa         |
| fígado        | ta(-)cô          |
| dente         | ta(-)xi          |
| cabelo        | li               |
| água          | ôːja             |
| língua        | kts(ʰ)ale        |
| boca          | ta(-)tʰê         |
| nariz         | kʰletʰa          |
| olho          | tʰô              |
| orelha        | kfakê            |
| cabeça        | tkʰa             |
| fogo          | tôwê             |
| árvore        | cʰleka           |
| semente       | kêtʰôja          |
| ouvir         | kfala-           |
| dormir        | kfafa-           |
| terra         | fê(j)ʔa          |
| piolho        | cfôwa            |
| pedra         | fô(ʔ)a           |
| chuva         | flicja           |
| mão           | koho ~ kʰoja (?) |
| caminho       | tdi              |
| dar           | kô-              |
| estar sentado | kine-            |
| estar deitado | kʰa-             |
| ir            | o-, no-          |
| rabo          | ta(-)tô          |
| carne         | ucʰi ~ utxi      |
| nome          | ketkʲa           |
| unha          | kʰôtkʲa          |

Em seguida, alguns nomes de plantas e animais na língua Yathê:
| \| Português \| Yathê (ortografia) \| Yathê (fonética) \| notas \| \| --------------------------------------------------------------- \| -------------------------- \| -------------------- \| ------------------------ \| \| cabaço; porongo \| afthoa \| ˈafthoa \| \| \| piranheira \| ailoa \| ˈailɔa \| \| \| sabiá \| aisoa \| ˈaisɔa \| \| \| arara-canindé \| akhá \| aˈkha \| \| \| tocandira \| anatxilya \| aˈnačiλa \| \| \| caju \| axtia \| aštiˈa \| \| \| pitiguari \| djyodjyo \| ˈǰoǰo \| \| \| cana-de-macaco \| donexa \| doˈneːša \| \| \| mandacaru (a polpa) \| dosedjywa \| ˈdoseǰwa \| \| \| batata-doce, batata \| dotsaka \| dot-saˈka \| \| \| ararinha (maracanã) \| dotskea \| do¢keˈa \| \| \| imburana \| dowea \| ˈdowea \| \| \| maria-de-barro \| doxlea \| ˈdošlea \| \| \| mamão \| doyakhato \| doyaːˈkhato \| \| \| embira \| dutxia \| duːčiˈa \| \| \| imbu (maduro) \| edjywaxiane \| eǰwaˈšiane \| \| \| piranha (peixe) \| eflantosoa \| eflãtosoˈa \| eflankya + -toa + -soa \| \| macaxeira (planta) \| ekhloá \| ekhloˈa \| \| \| macaxeira (raiz) \| ekhlondoa \| ekhlõdoˈa \| \| \| mandioca (planta) \| ektondoa \| ektõdoˈa \| \| \| barriguda (árvore) \| elédonkya \| eˈlɛdõkya \| \| \| pega-pinto (planta) \| ethaloya-futyho \| \| \| \| banana \| ethatsea \| etha¢ɛˈa \| etha + etsea \| \| fava \| ethaxkya \| eˈthaškya \| etha + exkya \| \| cavalo \| ethayo \| ethaˈyo \| ethaikya + -o \| \| alenta-cavalo \| ethayokhexwanese \| ethayoˈkhɛšwanese \| ethayo + khexwneka + -se \| \| galho \| ethle \| eˈthle \| \| \| galo-de-campina \| etkhatxlea \| etkhačlɛˈa \| etkha + etxlea \| \| melancia \| etsone \| eˈ¢õne \| etso + -ne \| \| urtiga \| fakhoa \| fakhoˈa \| \| \| percevejo-de-cama \| fakofo \| faːkoˈfo \| efa + -kofo \| \| pato \| fale \| ˈfale \| \| \| marreco \| falê \| faˈle \| \| \| pata \| falene \| ˈfalene \| fale + -ne \| \| ganso \| falesaka \| ˈfaleːsaka \| fale + -saka \| \| borboleta \| fasiska \| faˈsiska \| \| \| sapo \| fedesea \| fdeseˈa \| \| \| rã (espécie) \| fedeseulidjyonkya \| fdeˈseuliǰõkya \| fdesea + eulidjyonkya \| \| cobra \| fdjyaka \| fǰaˈka \| \| \| cobra-cega \| fdjyaka-thotho \| \| \| \| cobra-verde \| fdjyakakatxdea \| fǰakačdɛˈa \| \| \| cobra-preta \| fdjyaka-txhitxhia \| \| \| \| marimbondo-de-chapéu \| fedwa \| ˈfedwa \| \| \| gambá \| fekhia \| fekhiˈa \| \| \| camaleão \| fekhya \| feˈkhya \| \| \| minhoca \| fekofo \| feːkoˈfo \| fe- + -kofo \| \| enxu \| festoa \| festoˈa \| \| \| formiga \| fetalwa \| ˈfetalwa \| \| \| taoca \| fetalwatxlea \| ˈfetalwačlɛa \| fetalwa + etxlea \| \| fruto do alastrado \| fetka \| fɛˈtka \| \| \| cigarra (inseto) \| fetxatxĩhoso \| fečaˈčĩhoso \| fetxa + eitxĩho + -so \| \| cupinzeiro; cupim \| feyane \| feːˈyane \| \| \| cupim \| feyanekofo \| feːyanekoˈfo \| feyane + -kofo \| \| açafrão; urucu \| fitxia \| fičiˈa \| \| \| saúva \| flathea \| flatheˈa \| \| \| bacurau; prostíbulo \| flaya \| flaˈya \| \| \| alecrim \| flethutxia \| flethuˈčia \| \| \| piaba \| flidjwa \| ˈfliǰwa \| \| \| grilo; gafanhoto \| flilia \| fliːliˈa \| \| \| gafanhotão \| fliliahesa \| fliːliaˈhɛsa \| \| \| jacaré \| flixiwa \| flišiˈwa \| \| \| picapau \| folatata \| ˈfolatata \| fola \| \| acari \| fowaxiho \| foːwaˈšiho \| fowa + exiho \| \| riacho \| fulitka \| ˈfulitka \| \| \| pau-d'arco \| fuxilya \| fuˈšiλa \| fuxía + -lya \| \| lagartixa \| gõya \| gõˈya \| \| \| coroa-de-frade \| idia \| ˈidia \| \| \| cigarro \| inesia \| inesiˈa \| \| \| gavião (espécie) \| iktoya \| ˈiktɔya \| \| \| rato; guabiru \| inkya \| ĩkya \| \| \| ratinho (rato pequeno) \| inkyawa \| ˈĩkyawa \| inkya + -wa \| \| rato (espécie) \| insakalo \| ĩsaˈkalo \| \| \| cachorro, cão \| ithlo \| iˈthlo \| \| \| gavião (espécie) \| itkea \| ˈitkea \| \| \| gavião-mateiro (fémea) \| itoa \| ˈitɔa \| \| \| gaviãozinho \| itoya \| ˈitɔya \| itoa + -ya \| \| gavião (espécie grande) \| itwkwea \| ˈitwkwea \| \| \| limão \| jalbea \| žalˈbɛa \| port.? \| \| abelha \| kalnaldjyoa \| kalnalǰoˈa \| \| \| piau (pequeno) \| khaftxo \| ˈkhafčo \| \| \| tamanduá \| khdelay \| ˈkhdelay \| \| \| tamanduá-mirim \| khdelaya \| ˈkhdelaya \| \| \| calango (de porte médio); sardão \| khdelmalka \| ˈkhdelmalka \| \| \| tamanduá-bandeira \| khdelsaka \| khdelsaˈka \| \| \| rã (espécie); embuá (espécie) \| khdusya \| ˈkhdusya \| \| \| carão (ave) \| khlawkya \| ˈkhlawkya \| \| \| xexéu-de-bananeira \| khoxtonkya \| khɔšˈtõkya \| \| \| papagaio \| khwaya \| khwaˈya \| \| \| tigre; onça \| klekeniho \| klekeːˈniho \| \| \| onça-pintada \| klekeniho-fotxha-txhitxhia \| \| \| \| onça vermelha \| klekenihotxlea \| klekeːnihočlɛˈa \| klekeniho + etxlea \| \| onça-preta \| klekeniokhotxatsdaka \| klekeːniokhɔča¢daˈka \| \| \| onça \| klekeniso \| klekeːˈniso \| \| \| gomo da palmeira ouricuri; palha de olho \| kletxa \| kleːča \| \| \| bicho; verme \| -kofo \| \| \| \| tocandira \| kolathlulia \| kolaˈthlulia \| kola + ethlulia \| \| coruja \| kololo \| koloˈlo \| \| \| umbigo \| kõne \| ˈkõne \| \| \| osca, taikha \| kosene \| koːˈsene \| \| \| inambu \| ksoa \| ksoˈa \| \| \| juriti \| küiküi \| küiˈküi \| \| \| jaca \| lahiane \| lahiˈane \| \| \| corta-jaca (m.) \| lahiane-thulho \| \| \| \| corta-jaca (f.) \| lahiane-thulhoso \| \| \| \| jaqueira \| lahiane-tokhetha \| \| \| \| bode; cabra \| lefeti \| lefeˈti \| \| \| palma forrageira \| lefetiakhde \| lefetiaˈkhde \| \| \| enxu (espécie) \| lekhaska \| lɛˈkhaska \| \| \| cabaço \| lelmakea \| lelmakeˈa \| le + le + makea? \| \| cabaço \| letdeya \| letdeˈya \| le + tdeya? \| \| cuia (fruto da cuieira); coité \| letxidwa \| leˈčidwa \| \| \| abóbora; jerimum \| lexkya \| ˈleškya \| le + exkya \| \| grogojó (fruto) \| lexkyadaya \| leškyadaˈya \| lexkya + edaya \| \| besouro (espécie) \| leyoa \| leyoˈa \| \| \| aricuri, ouricuri \| likuli \| likuˈli \| port. \| \| periquito (espécie) \| lilixkya \| liˈliškya \| lili- + -xkya \| \| juazeiro \| lokhea \| loːkheˈa \| \| \| juá \| lokheatha \| loːkheaˈtha \| lokhea + etha \| \| chorró \| lolo \| ˈlolo \| \| \| rato-catita \| luxixya \| luˈšišya \| \| \| urubu \| luxtutwa \| ˈluštutwa \| port. \| \| morcego \| madjyonkya \| ˈmaǰõkya \| \| \| milho \| malkawa \| malˈkawa \| \| \| pipoca \| maltyitshasatxdjyoa \| \| \| \| mamão \| mamã \| mãˈmã \| port. \| \| jecatatu \| matea \| mateˈa \| \| \| tesoura \| maxia \| maːšiˈa \| \| \| capim \| milyuwa \| miλuˈwa \| \| \| rabo-de-raposa \| mitxa \| ˈmiča \| \| \| folha de coqueiro; choça feita com folhas de coqueiro; coqueiro \| mitxia \| miːčiˈa \| \| \| víbora (espécie) \| naltyosoane \| ˈnalčosoane \| naltyosoa + ne \| \| feijão \| natsaka \| nat-saˈka \| \| \| feijão preto \| natsaka-txhitxhia \| \| \| \| cobra-de-veado \| natya \| naˈča \| \| \| mulungu, corticeira \| naxia \| našiˈa \| \| \| tatu-bola \| neleka \| nɛlɛˈka \| \| \| capim-açu \| neliatkhatsoa \| nɛliatkhat-soˈa \| \| \| mosca \| oxa \| ˈoša \| \| \| mutuca \| oxaselwhoso \| ošaselwhoˈso \| \| \| ostra \| oyakofo \| oːyakoˈfo \| oya + -kofo \| \| arara (fêmea) \| sakkaka \| sakkaˈka \| \| \| mãe-da-lua \| satya \| saˈča \| \| \| imbu \| sehe \| ˈsehe \| \| \| gusano; lagarta \| sekofo \| ˈsekofo \| sê + -kofo \| \| marimbondo \| seltoa \| \| se- + elwtoa \| \| timbu \| seolya \| \| \| \| galinha \| setadwa \| seːtaˈdwa \| \| \| mucunã (semente da mucunã) \| setha \| seˈtha \| sê + etha \| \| raposa \| sethalya \| seˈthaλa \| \| \| raposo \| sethalya-otska \| \| \| \| mamona \| sethidya \| seˈthidya \| \| \| passarinho \| seto \| se:ˈto \| \| \| garça \| setoleyane \| se:toˈlɛyane \| seto + eleya + -ne \| \| lavandeira \| seto-setketswhoso \| \| \| \| anum \| setshlaiho \| se¢hlaiˈho \| se- + tshlaiho \| \| anum-branco \| setshlaiholeya \| se¢hlaihoˈlɛya \| setshlaiho + eleya \| \| anum-preto \| setshlaiho-txhitxhia \| \| \| \| alfavaca \| setxhithdoa \| sečhithdoˈa \| sê + etxhi + ethdoa \| \| sanguessuga \| setxhixihoso \| seːčhiˈšihoso \| se- + etxhi + exihoso \| \| imburana-de-cheiro \| setxhiya \| sečhiˈya \| se + etxhi + êya \| \| algodão \| sêya \| ˈseya \| \| \| marimbondo (espécie preta) \| soa \| soˈa \| \| \| mandacaru \| sofoya \| sofoˈya \| \| \| irapuá \| suska \| ˈsuska \| \| \| preá \| tafia \| tafiˈa \| \| \| punaré \| tafiatattoa \| tafiatattoˈa \| tafia + tato + -toa \| \| cutia \| tafiatiane \| tafiatiˈane \| tafia + etiane \| \| calango; bíceps braquial \| tafine \| taˈfine \| \| \| maracajá \| tafkea \| tafˈkea \| \| \| gato \| tafkexkya \| tafˈkea \| tafkea + exkya \| \| lagarto; teredo \| taflekkofo \| taflekkoˈfo \| tafleka? + -kofo \| \| abelha (espécie) \| tastoa \| ˈtastoa \| \| \| jundiá (espécie) \| tatoa \| taːtoˈa \| \| \| mandi \| tatxia \| tačiˈa \| \| \| piau (grande) \| tatxnika \| tačniˈka \| \| \| mandi (pequeno) \| tatxnikale \| tačnikaˈlɛ \| \| \| macaco \| thaysaka \| ˈthaysaka \| thiaya + -saka \| \| sagüim \| thiaya \| thiˈaya \| \| \| mocó \| thixa \| thiˈša \| \| \| carcará \| thlaka \| thlaˈka \| \| \| caranguejo; jundiá \| thletoa \| thleːtoˈa \| ethle + -toa \| \| cão, cachorro \| thlife \| ˈthlife \| \| \| pulga \| thloho \| thloˈho \| ithlo + elwho \| \| papa-ovo \| thnaska \| thnaːˈska \| \| \| ema; avestruz \| thodo \| ˈthodo \| \| \| papa-vento (camaleão) \| thofleka \| thofleˈka \| \| \| borrachudo (mosquito) \| thoflekka \| thoflekˈka \| \| \| traíra \| thofo \| thoˈfo \| \| \| mosquito (espécie) \| tholfolya \| tholfoˈλa \| \| \| grilo-toupeira, paquinha \| thosolmaka \| thosolmaˈka \| \| \| pião (planta) \| thoya \| thoˈya \| \| \| arara (macho) \| thulkya \| thulˈkya \| \| \| escorpião; lacrau \| thuskya \| thusˈkya \| \| \| tauá (pedra vermelha, ou tinta vermelha extraída dessa pedra) \| tithloa \| ˈtithlɔa \| \| \| taquari; canudo de taquari \| titinewa \| titiˈnewa \| titineka + -wa \| \| formiga (espécie) \| titiwa \| tiːtiˈwa \| \| \| jibóia \| tiwa \| tiˈwa \| \| \| bicho-de-pé \| tkusia \| tkuːsiˈa \| \| \| caramujo (grande) \| tokododo \| toːkodoˈdo \| to + kodo + edoka \| \| anágua \| tsakene \| ˈ¢akene \| \| \| piolho-de-cobra \| tsdadaka \| ¢dadaˈka \| \| \| piolho \| tsfowa \| ¢foˈwa \| \| \| mororó \| tshakhya \| ˈ¢hakhya \| \| \| aranha (espécie) \| tshalea \| ¢haˈlea \| \| \| caranguejeira \| tshalea-exitsoa \| \| \| \| fruta da imburana \| tshdika \| ¢hdiˈka \| \| \| café (grão) \| tshdutwa \| ¢hˈdutwa \| \| \| facheiro (cacto) \| tshalanexa \| ¢hlaˈneša \| \| \| fruto do facheiro \| tshnalatka \| ¢hnalaˈtka \| \| \| necta; pus \| tui \| tuˈi \| \| \| azedo \| tusia \| tusiˈa \| \| \| xexéu (japim) \| tuxia \| tušiˈa \| \| \| abelha (espécie) \| txatoska \| čaːtosˈka \| \| \| arribaçã \| txatxi \| čaˈči \| \| \| jabuti \| txhaka \| čhaˈka \| \| \| jia (espécie) \| txhaktoklehene \| čhaktokleˈhene \| txhakto? + klehene \| \| cágado (d'água) \| txhaska \| ˈčhaska \| \| \| tatupeba \| txhatka \| ˈčhatka \| \| \| piau (piaba) \| txhatxleataxitywa \| čhačlɛaˈtašičwa \| \| \| fruto do rabo-de-raposa \| txheska \| ˈčhɛska \| \| \| raiz de imbuzeiro \| txhia \| čhiˈa \| \| \| jacu (espécie); membrana impermeável do mandacaru \| txhifthaya \| čhifthaˈya \| \| \| beija-flor \| txhilia \| čhiːliˈa \| etxhi- + elia \| \| beija-flor-pardo \| txhiltiwa \| čhiltiˈwa \| \| \| cágado (da terra) \| txhoklaia \| čhɔkla-iˈa \| \| \| imbuzeiro \| txiane \| čiˈãne \| \| \| peixe \| txidjyo \| ˈčiǰo \| \| \| cascudo (peixe) \| txidjyokhlea \| ˈčiǰokhleˈa \| \| \| jundiá \| txidjyokseka \| ˈčiǰosɛˈka \| \| \| curumatã \| txidjyoleyane \| čiǰoˈlɛyane \| txidjyo + eleya + -ne \| \| curimatã \| txidjyothluliane \| ˈčiǰoˈthluliane \| txidjyo + ethluliane \| \| timbó \| txidjyowse \| ˈčiǰowse \| txidjyo + ewkya + -se \| \| cará (acará) \| txidjyoxkyane \| ˈčiǰoškyane \| txidjyo + exkya + -ne \| \| imbu (verde) \| txifia \| čifiˈa \| \| \| muçu \| txifladjya \| ˈčiflaǰa \| \| \| caborge \| txiflatha \| čiflaˈtha \| \| \| jararaca \| txifowa \| čifoˈwa \| \| \| calango (espécie de pequeno porte) \| txika \| čiˈka \| \| \| rola-pequena \| txika-ktyai \| \| \| \| pedúnculo da macambira-de-pedra \| tximthaya \| čimthaˈya \| \| \| arapari \| txitxdia \| čičdiˈa \| \| \| arapiraca \| txitxdisaka \| čičdiːsaˈka \| txitxdia + -saka \| \| catingueiro \| txixia \| čišiˈa \| \| \| tição \| txkhetha \| čkhɛˈtha \| \| \| joão-tolo \| txlelatxle \| člelaˈčle \| \| \| ariú \| txlelwatxle \| člelwaˈčle \| \| \| trapiá (árvore) \| txleska \| člɛsˈka \| \| \| macambira-de-pedra \| txolaka \| čolaˈka \| \| \| caga-sebo (ave) \| txupi \| čuːˈpi \| \| \| pintassilgo \| txupim \| čuˈpĩ \| \| \| baraúna \| tyfethea \| čfetheˈa \| \| \| soluço \| tyityia \| čičiˈa \| \| \| embuá \| usia \| \| \| \| rola, rolinha (ave) \| usía \| uˈsiːa \| \| \| cobra-coral \| utiamlea \| utiaːˈmlea \| \| \| gato-do-mato \| utkya \| utˈkya \| \| \| rasga-mortalha \| utxixkya \| uˈčiškya \| \| \| mosquito (espécie) \| uxileya \| ˈušilɛya \| \| \| mosquito \| uxilia \| ušiːliˈa \| \| \| abelha-mosquito \| uxiliane \| ušiːliˈane \| uxilia + -ne \| \| muriçoca \| uxiliaselwho \| ušiːliaˈselwho \| uxilia + se- + elwho \| \| mosquiteiro \| uxiliatytyo \| ušiːliačˈčo \| uxilia + etytyo \| \| seriema \| wadjya \| waˈǰa \| \| \| peregrino \| wahwdoa \| wahwdoˈa \| \| \| porco \| wale \| waˈle \| \| \| capivara \| wale-oyatytyo \| \| \| \| porco-espinho \| walesedyane \| waleˈsedyane \| \| \| rinoceronte \| waletia \| waletiˈa \| wale + etia \| \| caititu, porco-bravo \| waleya \| waleˈya \| wale + eya \| \| caramujo (pequeno) \| walia \| waːliˈa \| \| \| manga (fruta) \| walkane \| walˈkane \| walka + -ne \| \| mangueira \| walka-tokhetha \| \| \| \| peru \| watsaka \| wa¢aˈka \| \| \| gavião-mateiro \| wawa \| waˈwa \| \| \| enxu (espécie) \| xdia \| šdiˈa \| \| \| teju \| xoa \| šoˈa \| \| \| macambira \| xolxaka \| šolšaˈka \| txolaka + -xaka \| \| abacaxi \| xolxetwa \| ˈšolšetwa \| xolxaka + -twa \| \| tapuru \| yakfo \| ˈyakfo \| \| |                            |                      |                          |
| Português | Yathê (ortografia)         | Yathê (fonética)     | notas                    |
| cabaço; porongo | afthoa                     | ˈafthoa              |                          |
| piranheira | ailoa                      | ˈailɔa               |                          |
| sabiá | aisoa                      | ˈaisɔa               |                          |
| arara-canindé | akhá                       | aˈkha                |                          |
| tocandira | anatxilya                  | aˈnačiλa             |                          |
| caju | axtia                      | aštiˈa               |                          |
| pitiguari | djyodjyo                   | ˈǰoǰo                |                          |
| cana-de-macaco | donexa                     | doˈneːša             |                          |
| mandacaru (a polpa) | dosedjywa                  | ˈdoseǰwa             |                          |
| batata-doce, batata | dotsaka                    | dot-saˈka            |                          |
| ararinha (maracanã) | dotskea                    | do¢keˈa              |                          |
| imburana | dowea                      | ˈdowea               |                          |
| maria-de-barro | doxlea                     | ˈdošlea              |                          |
| mamão | doyakhato                  | doyaːˈkhato          |                          |
| embira | dutxia                     | duːčiˈa              |                          |
| imbu (maduro) | edjywaxiane                | eǰwaˈšiane           |                          |
| piranha (peixe) | eflantosoa                 | eflãtosoˈa           | eflankya + -toa + -soa   |
| macaxeira (planta) | ekhloá                     | ekhloˈa              |                          |
| macaxeira (raiz) | ekhlondoa                  | ekhlõdoˈa            |                          |
| mandioca (planta) | ektondoa                   | ektõdoˈa             |                          |
| barriguda (árvore) | elédonkya                  | eˈlɛdõkya            |                          |
| pega-pinto (planta) | ethaloya-futyho            |                      |                          |
| banana | ethatsea                   | etha¢ɛˈa             | etha + etsea             |
| fava | ethaxkya                   | eˈthaškya            | etha + exkya             |
| cavalo | ethayo                     | ethaˈyo              | ethaikya + -o            |
| alenta-cavalo | ethayokhexwanese           | ethayoˈkhɛšwanese    | ethayo + khexwneka + -se |
| galho | ethle                      | eˈthle               |                          |
| galo-de-campina | etkhatxlea                 | etkhačlɛˈa           | etkha + etxlea           |
| melancia | etsone                     | eˈ¢õne               | etso + -ne               |
| urtiga | fakhoa                     | fakhoˈa              |                          |
| percevejo-de-cama | fakofo                     | faːkoˈfo             | efa + -kofo              |
| pato | fale                       | ˈfale                |                          |
| marreco | falê                       | faˈle                |                          |
| pata | falene                     | ˈfalene              | fale + -ne               |
| ganso | falesaka                   | ˈfaleːsaka           | fale + -saka             |
| borboleta | fasiska                    | faˈsiska             |                          |
| sapo | fedesea                    | fdeseˈa              |                          |
| rã (espécie) | fedeseulidjyonkya          | fdeˈseuliǰõkya       | fdesea + eulidjyonkya    |
| cobra | fdjyaka                    | fǰaˈka               |                          |
| cobra-cega | fdjyaka-thotho             |                      |                          |
| cobra-verde | fdjyakakatxdea             | fǰakačdɛˈa           |                          |
| cobra-preta | fdjyaka-txhitxhia          |                      |                          |
| marimbondo-de-chapéu | fedwa                      | ˈfedwa               |                          |
| gambá | fekhia                     | fekhiˈa              |                          |
| camaleão | fekhya                     | feˈkhya              |                          |
| minhoca | fekofo                     | feːkoˈfo             | fe- + -kofo              |
| enxu | festoa                     | festoˈa              |                          |
| formiga | fetalwa                    | ˈfetalwa             |                          |
| taoca | fetalwatxlea               | ˈfetalwačlɛa         | fetalwa + etxlea         |
| fruto do alastrado | fetka                      | fɛˈtka               |                          |
| cigarra (inseto) | fetxatxĩhoso               | fečaˈčĩhoso          | fetxa + eitxĩho + -so    |
| cupinzeiro; cupim | feyane                     | feːˈyane             |                          |
| cupim | feyanekofo                 | feːyanekoˈfo         | feyane + -kofo           |
| açafrão; urucu | fitxia                     | fičiˈa               |                          |
| saúva | flathea                    | flatheˈa             |                          |
| bacurau; prostíbulo | flaya                      | flaˈya               |                          |
| alecrim | flethutxia                 | flethuˈčia           |                          |
| piaba | flidjwa                    | ˈfliǰwa              |                          |
| grilo; gafanhoto | flilia                     | fliːliˈa             |                          |
| gafanhotão | fliliahesa                 | fliːliaˈhɛsa         |                          |
| jacaré | flixiwa                    | flišiˈwa             |                          |
| picapau | folatata                   | ˈfolatata            | fola                     |
| acari | fowaxiho                   | foːwaˈšiho           | fowa + exiho             |
| riacho | fulitka                    | ˈfulitka             |                          |
| pau-d'arco | fuxilya                    | fuˈšiλa              | fuxía + -lya             |
| lagartixa | gõya                       | gõˈya                |                          |
| coroa-de-frade | idia                       | ˈidia                |                          |
| cigarro | inesia                     | inesiˈa              |                          |
| gavião (espécie) | iktoya                     | ˈiktɔya              |                          |
| rato; guabiru | inkya                      | ĩkya                 |                          |
| ratinho (rato pequeno) | inkyawa                    | ˈĩkyawa              | inkya + -wa              |
| rato (espécie) | insakalo                   | ĩsaˈkalo             |                          |
| cachorro, cão | ithlo                      | iˈthlo               |                          |
| gavião (espécie) | itkea                      | ˈitkea               |                          |
| gavião-mateiro (fémea) | itoa                       | ˈitɔa                |                          |
| gaviãozinho | itoya                      | ˈitɔya               | itoa + -ya               |
| gavião (espécie grande) | itwkwea                    | ˈitwkwea             |                          |
| limão | jalbea                     | žalˈbɛa              | port.?                   |
| abelha | kalnaldjyoa                | kalnalǰoˈa           |                          |
| piau (pequeno) | khaftxo                    | ˈkhafčo              |                          |
| tamanduá | khdelay                    | ˈkhdelay             |                          |
| tamanduá-mirim | khdelaya                   | ˈkhdelaya            |                          |
| calango (de porte médio); sardão | khdelmalka                 | ˈkhdelmalka          |                          |
| tamanduá-bandeira | khdelsaka                  | khdelsaˈka           |                          |
| rã (espécie); embuá (espécie) | khdusya                    | ˈkhdusya             |                          |
| carão (ave) | khlawkya                   | ˈkhlawkya            |                          |
| xexéu-de-bananeira | khoxtonkya                 | khɔšˈtõkya           |                          |
| papagaio | khwaya                     | khwaˈya              |                          |
| tigre; onça | klekeniho                  | klekeːˈniho          |                          |
| onça-pintada | klekeniho-fotxha-txhitxhia |                      |                          |
| onça vermelha | klekenihotxlea             | klekeːnihočlɛˈa      | klekeniho + etxlea       |
| onça-preta | klekeniokhotxatsdaka       | klekeːniokhɔča¢daˈka |                          |
| onça | klekeniso                  | klekeːˈniso          |                          |
| gomo da palmeira ouricuri; palha de olho | kletxa                     | kleːča               |                          |
| bicho; verme | -kofo                      |                      |                          |
| tocandira | kolathlulia                | kolaˈthlulia         | kola + ethlulia          |
| coruja | kololo                     | koloˈlo              |                          |
| umbigo | kõne                       | ˈkõne                |                          |
| osca, taikha | kosene                     | koːˈsene             |                          |
| inambu | ksoa                       | ksoˈa                |                          |
| juriti | küiküi                     | küiˈküi              |                          |
| jaca | lahiane                    | lahiˈane             |                          |
| corta-jaca (m.) | lahiane-thulho             |                      |                          |
| corta-jaca (f.) | lahiane-thulhoso           |                      |                          |
| jaqueira | lahiane-tokhetha           |                      |                          |
| bode; cabra | lefeti                     | lefeˈti              |                          |
| palma forrageira | lefetiakhde                | lefetiaˈkhde         |                          |
| enxu (espécie) | lekhaska                   | lɛˈkhaska            |                          |
| cabaço | lelmakea                   | lelmakeˈa            | le + le + makea?         |
| cabaço | letdeya                    | letdeˈya             | le + tdeya?              |
| cuia (fruto da cuieira); coité | letxidwa                   | leˈčidwa             |                          |
| abóbora; jerimum | lexkya                     | ˈleškya              | le + exkya               |
| grogojó (fruto) | lexkyadaya                 | leškyadaˈya          | lexkya + edaya           |
| besouro (espécie) | leyoa                      | leyoˈa               |                          |
| aricuri, ouricuri | likuli                     | likuˈli              | port.                    |
| periquito (espécie) | lilixkya                   | liˈliškya            | lili- + -xkya            |
| juazeiro | lokhea                     | loːkheˈa             |                          |
| juá | lokheatha                  | loːkheaˈtha          | lokhea + etha            |
| chorró | lolo                       | ˈlolo                |                          |
| rato-catita | luxixya                    | luˈšišya             |                          |
| urubu | luxtutwa                   | ˈluštutwa            | port.                    |
| morcego | madjyonkya                 | ˈmaǰõkya             |                          |
| milho | malkawa                    | malˈkawa             |                          |
| pipoca | maltyitshasatxdjyoa        |                      |                          |
| mamão | mamã                       | mãˈmã                | port.                    |
| jecatatu | matea                      | mateˈa               |                          |
| tesoura | maxia                      | maːšiˈa              |                          |
| capim | milyuwa                    | miλuˈwa              |                          |
| rabo-de-raposa | mitxa                      | ˈmiča                |                          |
| folha de coqueiro; choça feita com folhas de coqueiro; coqueiro | mitxia                     | miːčiˈa              |                          |
| víbora (espécie) | naltyosoane                | ˈnalčosoane          | naltyosoa + ne           |
| feijão | natsaka                    | nat-saˈka            |                          |
| feijão preto | natsaka-txhitxhia          |                      |                          |
| cobra-de-veado | natya                      | naˈča                |                          |
| mulungu, corticeira | naxia                      | našiˈa               |                          |
| tatu-bola | neleka                     | nɛlɛˈka              |                          |
| capim-açu | neliatkhatsoa              | nɛliatkhat-soˈa      |                          |
| mosca | oxa                        | ˈoša                 |                          |
| mutuca | oxaselwhoso                | ošaselwhoˈso         |                          |
| ostra | oyakofo                    | oːyakoˈfo            | oya + -kofo              |
| arara (fêmea) | sakkaka                    | sakkaˈka             |                          |
| mãe-da-lua | satya                      | saˈča                |                          |
| imbu | sehe                       | ˈsehe                |                          |
| gusano; lagarta | sekofo                     | ˈsekofo              | sê + -kofo               |
| marimbondo | seltoa                     |                      | se- + elwtoa             |
| timbu | seolya                     |                      |                          |
| galinha | setadwa                    | seːtaˈdwa            |                          |
| mucunã (semente da mucunã) | setha                      | seˈtha               | sê + etha                |
| raposa | sethalya                   | seˈthaλa             |                          |
| raposo | sethalya-otska             |                      |                          |
| mamona | sethidya                   | seˈthidya            |                          |
| passarinho | seto                       | se:ˈto               |                          |
| garça | setoleyane                 | se:toˈlɛyane         | seto + eleya + -ne       |
| lavandeira | seto-setketswhoso          |                      |                          |
| anum | setshlaiho                 | se¢hlaiˈho           | se- + tshlaiho           |
| anum-branco | setshlaiholeya             | se¢hlaihoˈlɛya       | setshlaiho + eleya       |
| anum-preto | setshlaiho-txhitxhia       |                      |                          |
| alfavaca | setxhithdoa                | sečhithdoˈa          | sê + etxhi + ethdoa      |
| sanguessuga | setxhixihoso               | seːčhiˈšihoso        | se- + etxhi + exihoso    |
| imburana-de-cheiro | setxhiya                   | sečhiˈya             | se + etxhi + êya         |
| algodão | sêya                       | ˈseya                |                          |
| marimbondo (espécie preta) | soa                        | soˈa                 |                          |
| mandacaru | sofoya                     | sofoˈya              |                          |
| irapuá | suska                      | ˈsuska               |                          |
| preá | tafia                      | tafiˈa               |                          |
| punaré | tafiatattoa                | tafiatattoˈa         | tafia + tato + -toa      |
| cutia | tafiatiane                 | tafiatiˈane          | tafia + etiane           |
| calango; bíceps braquial | tafine                     | taˈfine              |                          |
| maracajá | tafkea                     | tafˈkea              |                          |
| gato | tafkexkya                  | tafˈkea              | tafkea + exkya           |
| lagarto; teredo | taflekkofo                 | taflekkoˈfo          | tafleka? + -kofo         |
| abelha (espécie) | tastoa                     | ˈtastoa              |                          |
| jundiá (espécie) | tatoa                      | taːtoˈa              |                          |
| mandi | tatxia                     | tačiˈa               |                          |
| piau (grande) | tatxnika                   | tačniˈka             |                          |
| mandi (pequeno) | tatxnikale                 | tačnikaˈlɛ           |                          |
| macaco | thaysaka                   | ˈthaysaka            | thiaya + -saka           |
| sagüim | thiaya                     | thiˈaya              |                          |
| mocó | thixa                      | thiˈša               |                          |
| carcará | thlaka                     | thlaˈka              |                          |
| caranguejo; jundiá | thletoa                    | thleːtoˈa            | ethle + -toa             |
| cão, cachorro | thlife                     | ˈthlife              |                          |
| pulga | thloho                     | thloˈho              | ithlo + elwho            |
| papa-ovo | thnaska                    | thnaːˈska            |                          |
| ema; avestruz | thodo                      | ˈthodo               |                          |
| papa-vento (camaleão) | thofleka                   | thofleˈka            |                          |
| borrachudo (mosquito) | thoflekka                  | thoflekˈka           |                          |
| traíra | thofo                      | thoˈfo               |                          |
| mosquito (espécie) | tholfolya                  | tholfoˈλa            |                          |
| grilo-toupeira, paquinha | thosolmaka                 | thosolmaˈka          |                          |
| pião (planta) | thoya                      | thoˈya               |                          |
| arara (macho) | thulkya                    | thulˈkya             |                          |
| escorpião; lacrau | thuskya                    | thusˈkya             |                          |
| tauá (pedra vermelha, ou tinta vermelha extraída dessa pedra) | tithloa                    | ˈtithlɔa             |                          |
| taquari; canudo de taquari | titinewa                   | titiˈnewa            | titineka + -wa           |
| formiga (espécie) | titiwa                     | tiːtiˈwa             |                          |
| jibóia | tiwa                       | tiˈwa                |                          |
| bicho-de-pé | tkusia                     | tkuːsiˈa             |                          |
| caramujo (grande) | tokododo                   | toːkodoˈdo           | to + kodo + edoka        |
| anágua | tsakene                    | ˈ¢akene              |                          |
| piolho-de-cobra | tsdadaka                   | ¢dadaˈka             |                          |
| piolho | tsfowa                     | ¢foˈwa               |                          |
| mororó | tshakhya                   | ˈ¢hakhya             |                          |
| aranha (espécie) | tshalea                    | ¢haˈlea              |                          |
| caranguejeira | tshalea-exitsoa            |                      |                          |
| fruta da imburana | tshdika                    | ¢hdiˈka              |                          |
| café (grão) | tshdutwa                   | ¢hˈdutwa             |                          |
| facheiro (cacto) | tshalanexa                 | ¢hlaˈneša            |                          |
| fruto do facheiro | tshnalatka                 | ¢hnalaˈtka           |                          |
| necta; pus | tui                        | tuˈi                 |                          |
| azedo | tusia                      | tusiˈa               |                          |
| xexéu (japim) | tuxia                      | tušiˈa               |                          |
| abelha (espécie) | txatoska                   | čaːtosˈka            |                          |
| arribaçã | txatxi                     | čaˈči                |                          |
| jabuti | txhaka                     | čhaˈka               |                          |
| jia (espécie) | txhaktoklehene             | čhaktokleˈhene       | txhakto? + klehene       |
| cágado (d'água) | txhaska                    | ˈčhaska              |                          |
| tatupeba | txhatka                    | ˈčhatka              |                          |
| piau (piaba) | txhatxleataxitywa          | čhačlɛaˈtašičwa      |                          |
| fruto do rabo-de-raposa | txheska                    | ˈčhɛska              |                          |
| raiz de imbuzeiro | txhia                      | čhiˈa                |                          |
| jacu (espécie); membrana impermeável do mandacaru | txhifthaya                 | čhifthaˈya           |                          |
| beija-flor | txhilia                    | čhiːliˈa             | etxhi- + elia            |
| beija-flor-pardo | txhiltiwa                  | čhiltiˈwa            |                          |
| cágado (da terra) | txhoklaia                  | čhɔkla-iˈa           |                          |
| imbuzeiro | txiane                     | čiˈãne               |                          |
| peixe | txidjyo                    | ˈčiǰo                |                          |
| cascudo (peixe) | txidjyokhlea               | ˈčiǰokhleˈa          |                          |
| jundiá | txidjyokseka               | ˈčiǰosɛˈka           |                          |
| curumatã | txidjyoleyane              | čiǰoˈlɛyane          | txidjyo + eleya + -ne    |
| curimatã | txidjyothluliane           | ˈčiǰoˈthluliane      | txidjyo + ethluliane     |
| timbó | txidjyowse                 | ˈčiǰowse             | txidjyo + ewkya + -se    |
| cará (acará) | txidjyoxkyane              | ˈčiǰoškyane          | txidjyo + exkya + -ne    |
| imbu (verde) | txifia                     | čifiˈa               |                          |
| muçu | txifladjya                 | ˈčiflaǰa             |                          |
| caborge | txiflatha                  | čiflaˈtha            |                          |
| jararaca | txifowa                    | čifoˈwa              |                          |
| calango (espécie de pequeno porte) | txika                      | čiˈka                |                          |
| rola-pequena | txika-ktyai                |                      |                          |
| pedúnculo da macambira-de-pedra | tximthaya                  | čimthaˈya            |                          |
| arapari | txitxdia                   | čičdiˈa              |                          |
| arapiraca | txitxdisaka                | čičdiːsaˈka          | txitxdia + -saka         |
| catingueiro | txixia                     | čišiˈa               |                          |
| tição | txkhetha                   | čkhɛˈtha             |                          |
| joão-tolo | txlelatxle                 | člelaˈčle            |                          |
| ariú | txlelwatxle                | člelwaˈčle           |                          |
| trapiá (árvore) | txleska                    | člɛsˈka              |                          |
| macambira-de-pedra | txolaka                    | čolaˈka              |                          |
| caga-sebo (ave) | txupi                      | čuːˈpi               |                          |
| pintassilgo | txupim                     | čuˈpĩ                |                          |
| baraúna | tyfethea                   | čfetheˈa             |                          |
| soluço | tyityia                    | čičiˈa               |                          |
| embuá | usia                       |                      |                          |
| rola, rolinha (ave) | usía                       | uˈsiːa               |                          |
| cobra-coral | utiamlea                   | utiaːˈmlea           |                          |
| gato-do-mato | utkya                      | utˈkya               |                          |
| rasga-mortalha | utxixkya                   | uˈčiškya             |                          |
| mosquito (espécie) | uxileya                    | ˈušilɛya             |                          |
| mosquito | uxilia                     | ušiːliˈa             |                          |
| abelha-mosquito | uxiliane                   | ušiːliˈane           | uxilia + -ne             |
| muriçoca | uxiliaselwho               | ušiːliaˈselwho       | uxilia + se- + elwho     |
| mosquiteiro | uxiliatytyo                | ušiːliačˈčo          | uxilia + etytyo          |
| seriema | wadjya                     | waˈǰa                |                          |
| peregrino | wahwdoa                    | wahwdoˈa             |                          |
| porco | wale                       | waˈle                |                          |
| capivara | wale-oyatytyo              |                      |                          |
| porco-espinho | walesedyane                | waleˈsedyane         |                          |
| rinoceronte | waletia                    | waletiˈa             | wale + etia              |
| caititu, porco-bravo | waleya                     | waleˈya              | wale + eya               |
| caramujo (pequeno) | walia                      | waːliˈa              |                          |
| manga (fruta) | walkane                    | walˈkane             | walka + -ne              |
| mangueira | walka-tokhetha             |                      |                          |
| peru | watsaka                    | wa¢aˈka              |                          |
| gavião-mateiro | wawa                       | waˈwa                |                          |
| enxu (espécie) | xdia                       | šdiˈa                |                          |
| teju | xoa                        | šoˈa                 |                          |
| macambira | xolxaka                    | šolšaˈka             | txolaka + -xaka          |
| abacaxi | xolxetwa                   | ˈšolšetwa            | xolxaka + -twa           |
| tapuru | yakfo                      | ˈyakfo               |                          |